# هیسپائوسین
هیسپائوسین (همچنین با نام آسپاسین) یک شاهزاده اهوازی و بنیانگذار پادشاهی خاراسن بود که در جنوب سرزمین میان‌رودان قرار داشت. او یک ساتراپ سلوکی بود که توسط آنتیوخوس چهارم اپیفان (ح. ۱۷۵ تا ۱۶۴ پ. م) به عنوان ساتراپ سرزمین خاراسن منصوب شده بود، اما در سال ۱۴۱ پ. م پس از فروپاشی و سپس انتقال قدرت سلوکی در ایران و بابل به اشکانیان، اعلام استقلال کرد. هیسپائوسین برای مدت کوتاهی شهر بابل متعلق به اشکانیان را در ۱۲۷ پ. م اشغال کرد، در اسناد آن‌جا نام او به عنوان پادشاه (šarru) ثبت شده‌است. او در سال ۱۲۴ پ. م مجبور به پذیرش فرمانروایی اشکانیان شد و در همان سال درگذشت و پسر نوجوانش آپوداکوس جانشینش شد.

## نام و پیشینه

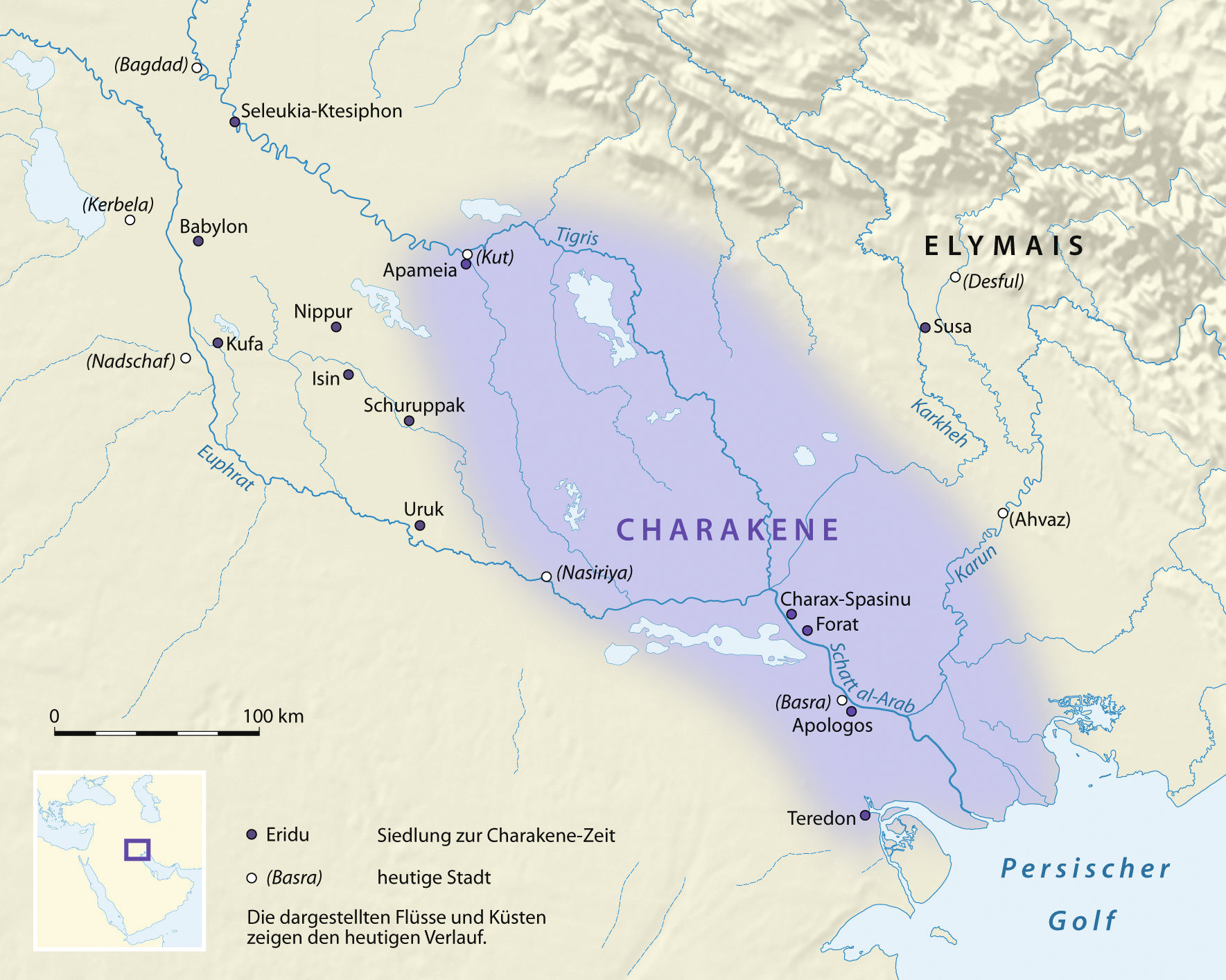
نقشه خاراسن

هیسپائوسین فردی با تبار /ایرانی بود، نام هیسپائوسینس یک نام یونانی شده با منشأ فارسی که احتمالاً از vispa-čanah در فارسی باستان («کسی که از همه [چیزها] قدردانی می‌کند») گرفته شده‌است.   از جمله پلینی مورخ قرن اول میلادی و همچنین دیگور، بلینیوس و آلتهایم» «که با توجه به نحوه نگارش نام اش در زبان یونانی و با عنایت به این که همه ی مورخان این پادشاه را ایرانی می دانند و مردم میسان نیز در اصل  ایرانی بوده اند، از این رو ممکن است، او از قبیله ایرانی بوده و نام او شاید حصباوی باشد.» که بعد از 
پدر هیسپائوسین، ساگدودوناکوس، نامی که در میان شاهان هخامنشی نیز وجود دارد (سغدیانه) او به حکومت فرترکه‌ها در پارس خدمت می‌کرد، که توانسته بودند به مدت سه دهه مستقل از امپراتوری سلوکی سلطنت کنند و حتی برای مدت کوتاهی منطقه خاراسن را تصرف کنند. فرمانروای سلوکی آنتیوخوس چهارم سرانجام توانست تسلط خود را بر پارس و خاراسن دوباره برقرار کند و ژنرال خود نومنیوس را به عنوان فرماندار خاراسن منصوب کرد.

## دوران فرمانداری

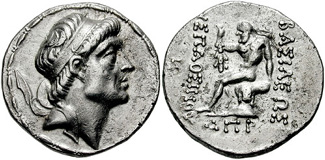
سکه ای با تصویر اسکندر مقدونی

پایتخت خاراسن، الکساندریا، توسط حاکم مقدونی، اسکندر، با هدف استفاده از شهر به عنوان یک بندر تجاری پیشرو برای پایتخت شرقی اش، بابل، تأسیس شد. با این حال، شهر هرگز انتظارات را برآورده نکرد و در اواسط قرن سوم پ. م توسط سیل ویران شد. تا زمان سلطنت آنتیوخوس چهارم اپیفانس شهر ویران بود تا این که او شهر را باسازی کرد و نام آنتیوخیا را برآن نهاد. پس از بازسازی کامل شهر در سال ۱۶۶/۵ پ. م، آنتیوخوس، هیسپائوسین را به عنوان فرماندار (اپارخ) آنتیوخیا و اطراف آن منصوب کرد.
در این دوره آنتیوخیا برای مدت کوتاهی شکوفا شد، تا اینکه آنتیوخوس چهارم بر اثر بیماری در سال ۱۶۳ پ. م درگذشت، که باعث تضعیف اقتدار سلوکی در سراسر امپراتوری شد. با تضعیف سلوکیان، بسیاری از نهادهای سیاسی داخل امپراتوری استقلال خود را اعلام کردند، مانند منطقه همسایه خاراسن، الیمائی که در منطقه استان خوزستان امروزی قرار داشت. هیسپائوسین، اگرچه اکنون یک فرمانروای کم و بیش مستقل بود، اما وفادار به سلوکیان باقی ماند. تمایل هیسپائوسین به ماندن به عنوان اپارخ سلوکی احتمالاً به دلیل جلوگیری از وقفه در تجارت سودآور بین آنتیوخیا و سلوکیه بود.

## سلطنت
در سال‌های بعدی سلوکیان شکست‌های سنگینی از اشکانیان متحمل شدند. در سال ۱۴۸/۷ پ. م، مهرداد یکم (ح. ۱۷۱–۱۳۲ پ. م) سرزمین ماد و آتروپاتن را فتح کرد و تا سال ۱۴۱ پ. م کنترل بابل را بدست گرفت. این اتفاق در رویدادنامه ستاره‌شناسی بابل ثبت شده‌است. تهدید و نزدیکی اشکانیان باعث شد هیسپائوسین اعلام استقلال کند. در سال ۱۲۷ پ. م، مهرداد یکم در طول جنگ خود با کوچ‌نشین‌ها در شرق، کشته شد و پسرش فرهاد دوم جانشین او شد. هیسپائوسین با تصرف بابل از این موقعیت استفاده کرد، این اتفاق در اسناد بابلی تأیید شده‌است و از او با عنوان پادشاه (šarru) یاد شده‌است. حکومت او بر شهر مدت کوتاهی به طول انجامید. در ابتدای نوامبر ۱۲۷ پ. م، تیمارخوس سردار اشکانی آن را بازپس گرفت.
نیروهای هیسپائوسین بدون توجه به این موضوع به غارت منطقه بابل تا اواخر سال ۱۲۶ پ. م ادامه دادند. در سال ۱۲۴ پ. م، هیسپائوسین فرمانروایی اشکانی را پذیرفت و به عنوان یک دست نشانده به حکومت در خاراسن ادامه داد. او با فرمانده اشکانی در بابل مکاتبه کرد و او را از شکست الیمائی توسط پادشاه اشکانی مهرداد دوم (ح. ۹۱–۱۲۴ پ. م) آگاه کرد. او همچنین تخت چوبی‌ای را که ارشک به بیل هدیه کرده بود به اشکانیان برگرداند. رویدادنامه ستاره‌شناسی بابل گزارش می‌دهند که پادشاه در ۳ ژوئن ۱۲۴ پ. م بیمار شد و در ۱۱ ژوئن ۱۲۴ پ. م در سن ۸۵ سالگی درگذشت. سن او توسط مورخ رومی لوسیان گزارش شده‌است که فهرستی از فرمانروایانی که در سن بسیار بالا مرده‌اند ارائه کرده‌است.
پسر نوجوان هیسپائوسین و تالاسیا، آپوداکوس جانشین او شد. سینداتس فرمانده اشکانی به عنوان فرماندار خاراسن منصوب شد.